# 알마 제메아
《알마 제메아》(포르투갈어: Alma Gêmea)는 2005년부터 2006년까지 방영된 브라질의 텔레노벨라이다.